# 558 Lotniczy Zakład Remontowy
558. Lotniczy Zakład Remontowy (biał. 558 Авіяцыйны рамонтны завод) – największy zakład remontowy samolotów na Białorusi, specjalizujący się w naprawach, remontach oraz modernizacji samolotów i śmigłowców dla potrzeb sił zbrojnych. Znajduje się w mieście Baranowicze (obwód brzeski).
Zakład został utworzony 26 czerwca 1941 w Charkowie, początkowo jako 38. Mobilne Kolejowe Warsztaty Remontowe Lotnictwa (38-е подвижные авиационно-ремонтные железнодорожные мастерские), będące jednostką wojskową 21951. Remontowano w nim uszkodzone w boju myśliwce Jak-1, a następnie lekkie bombowce Su-2, począwszy od 1943 roku samoloty szturmowe Ił-2. W czasie II wojny światowej jednostka była przenoszona do różnych miast i stacji kolejowych na terenie ZSRR. W sierpniu 1945 przeniesiono ją do miasta Nowojelnia w obwodzie grodzieńskim, gdzie weszła w skład 26. Armii Lotniczej. W maju 1953 warsztaty zostały przeniesione do Baranowicz. Po II wojnie światowej zespół jednostki opanował naprawę samolotów odrzutowych MiG-15, MiG-17 szybkich bombowców Tu-16.
15 czerwca 1963 Ministerstwo Obrony ZSRR wydało rozporządzenie o przekształceniu jednostki w 558. Zakład Remontowy Techniki Rakietowej (558 завод по ремонту ракетной техники). 10 marca 1966 przemianowano ją na 558. Lotniczy Zakład Remontowy (początkowo jeszcze «558 ордена Красной Звезды Авиационно-ремонтный завод», później «558 авиационный ремонтный завод»).
W czasie kryzysu gospodarczego (1989–1990) przeprowadzono reorganizację zakładu. Przedsiębiorstwo otrzymało zamówienia państwowe na produkcję dóbr konsumpcyjnych. W 1989 roku wyrób dóbr konsumpcyjnych funkcjonował jako odrębna produkcja w ramach zakładu. 13 stycznia 2009 zakład został przekształcony w otwartą spółkę akcyjną. W dalszym ciągu produkcja wyrobów na rynek cywilny stanowi istotną pozycję jego profilu.
Obecnie zakład zajmuje się remontami samolotów Su-22, Su-25, Su-27, MiG-29, An-2 oraz śmigłowców Mi-8 i Mi-24, a także modernizacją samolotów MiG-29, Su-27 i śmigłowca Mi-8. Ponadto produkuje Bezzałogowe statki powietrzne Gryf-1. W ramach wyrobu dóbr konsumpcyjnych produkuje okna oraz drzwi z PVC i aluminium.
Po inwazji Rosji na Ukrainę w 2022 roku zakład znalazł się na amerykańskiej liście sankcyjnej (Specially Designated Nationals and Blocked Persons List). Wielka Brytania, Kanada, Unia Europejska, Nowa Zelandia, Szwajcaria, Ukraina i Japonia również nałożyły na niego sankcje. W 2024 roku USA przedłużyły sankcje najpierw wobec byłego dyrektora fabryki Pawła Pinigina, a następnie wobec jego następcę Igora Kuźmienkę.